# Catalina Tekakwitha
Catalina Tekakwitha (Ossernenon, 1656-Caughnawaga, 17 de abril de 1680) fue una laica católica iroquesa; hija de un jefe mohawk y de una india algonquina cristiana. Nació en Ossernenon, lo que hoy es Auriesville, Nueva York. Su nombre indígena era Tekakwitha (que en iroqués significa «la que tropieza»), pero fue bautizada con el nombre de Kateri (en castellano Catalina).
En el siglo XVII la orden de los jesuitas tenían misiones entre los indios desde América del Norte hasta las regiones de Paraguay y Argentina. Dos de estos jesuitas son los santos Isaac Jogues y Jean de Lalande, quienes sufrieron el martirio en manos de los indios en 1646 en Ossernenon. 
Su madre, una india algonquina, ya se había convertido al cristianismo cuando fue raptada por los iroqueses y casada con un jefe mohawk pagano.
A los 4 años de edad, Catalina perdió a sus padres y a su hermano menor, durante una epidemia de viruela que se extendió en Ossernenon. Catalina sobrevivió, pero quedó con cicatrices en el rostro y problemas de visión.
A los dieciocho años de edad conoce la fe cristiana y los veinte años de edad fue bautizada por misioneros jesuitas franceses. Kateri pronto tuvo que sufrir por su fe grandes abusos y rechazo por parte de familiares y los otros indios. La persecución fue tal que huyó de su pueblo, caminando unos 320 km por el bosque hasta llegar a Sault Ste. Marie, un pueblo cristiano cerca de Montreal, en 1677. 
En 1679, ella tomó un voto de castidad, como en la expresión católica de la virginidad consagrada. Un año más tarde, el 17 de abril de 1680, Kateri murió a la edad de veinticuatro años en Caughnawaga, cerca de Montreal, Quebec. Sus últimas palabras se dice que fueron: ¡Jesús, te amo!.
Catalina se caracterizó por su piedad, su incansable vida penitente en favor de su pueblo aborigen y por su amor a la Eucaristía. Después de su muerte, Kateri empezó a ser muy venerada, especialmente en Canadá. Conocida popularmente como «El lirio de los mohawks».
En 1943, fue declarada venerable por el papa Pío XII y beatificada el 22 de junio de 1980 por el papa Juan Pablo II. El 21 de octubre de 2012 fue canonizada por el papa Benedicto XVI en la Basílica de San Pedro, siendo venerada como santa por la Iglesia católica.

### Otros santos indígenas americanos
- Ceferino Namuncurá: beato mapuche
- Juan Diego Cuauhtlatoatzin: santo indígena de México, posiblemente de la tribu chichimeca
- Niños Mártires de Tlaxcala: santos niños indígenas de México, cuyos nombres son Cristóbal, Antonio y Juan
- Mártires de Cajonos: beatos indígenas de México, cuyos nombres son Juan Bautista y Jacinto de los Ángeles